# Assemblea de Kosovo
L'Assemblea de Kosovo (en albanès Kuvendi i Kosovës; en serbi Скупштина Косова) fou establerta originalment per la Missió d'administració provisional de les Nacions Unides a Kosovo (MINUK) el 2001 per proporcionar un «autogovern democràtic provisional».
El 17 de febrer de 2008, representants del poble de Kosovo, actuant fora del marc establert per les Institucions provisionals d'autogovern de la MINUK, van declarar la independència de Kosovo respecte a Sèrbia i, conseqüentment, van adoptar una constitució que va prendre efecte el 15 de juny de 2008.
L'assemblea de la nova República de Kosovo és regulada per la Constitució de Kosovo i té 120 members; d'aquests, 100 són votats directament, mentre que els 20 restants són reservats pels següents grups:
- 10 escons pels representants dels serbis
- 4 escons pels representants dels gitanos, ashkalis i egipcis.
- 3 escons pels bosnis, montenegrins, croats, húngars i toscans
- 2 escons pels turcs
- 1 escó pels goranis